# Сожжение книг и погребение книжников
«Сожжение книг и погребение книжников», 焚書坑儒 — знаменитый троп китайской историографии, обозначающий события 213 — 212 годов до нашей эры. 
Согласно Ши цзи, в эти годы состоялась масштабная государственная акция по утверждению идеологической ортодоксии новообразованной империи. Акция была инициирована Ли Сы (280 — 208 годы до нашей эры), министром Цинь Шихуана.

## Предыстория
Согласно Шанцзюнь шу, Шан Ян (умер 338 году до но нашей эры) обратился к Сяо-гуну царства Цинь с инициативой «сжечь книги, дабы декларировать установления закона». По утверждению Хань Фэя 韩非 (умер 233 году до нашей эры), «в государстве мудрого правителя нет книг и записей на бамбуке, но единой доктриной является закон; нет речений былых правителей, — единственным образцом для подражания являются государственные мужи».

## Хронология и критический анализ
Инициатива Ли Сы была выдвинута в 213 году, через восемь лет после воцарения Цинь Шихуана. Ли Сы выступил за уничтожение копий «Шицзина», «Шуцзина» и сборников в жанре «речей» юй (например, Го юй), которые циркулировали вне двора. Уничтожению подлежали также все государственные архивы, кроме циньского (臣請史官非秦記皆燒之。非博士官所職，天下敢有藏詩、書、百家語者，悉詣守、尉雜燒之。有敢偶語詩書者棄市。以古非今者族。吏見知不舉者與同罪。令下三十日不燒，黥為城旦。所不去者，醫藥卜筮種樹之書。若欲有學法令，以吏為師。 — «Ши цзи», 6).
В 212 году были казнены более 460 «различных специалистов» 諸生 (諸生傳相告引，乃自除犯禁者四百六十餘人，皆阬之咸陽，使天下知之，以懲後。 — там же).
Так или иначе, уничтожение книг не было тотальным, и его разрушительное действие на развитие китайской культуры оспаривается. Указ не распространялся на чиновников в аппарате империи, а также на книги по земледелию и садоводству, медицине, фармакологии и гадательным практикам. Не исключено, что более значительный урон был нанесен при захвате императорского дворца повстанцами (бунтовщиками) в 206 году до нашей эры. Тем не менее, описываемый ряд событий стал мощным символом, с которым идентифицировали себя китайские интеллектуалы имперского периода.
Мартин Керн приводит классические свидетельства, смягчающие картину «зверств» (см. оригинальный текст этих и других цитат в китайской Вики):
Как утверждает Ван Чун 王充 (ок. 27 — 104), «Хотя Цинь были безнравственны, они не жгли философских книг» («Лунь хэн», 28).
Чжэн Цяо 鄭樵 (1104—1162), не отвергая теорию «сожжения и погребения» целиком, отмечает: «Те, кто в поздние времена не понимали канонических книг, единогласно ссылаются на костры Цинь… Если со времён Хань сохранилось не более 100—200 книг, то это не ущерб, нанесённый Цинь. Это ущерб, который нанесли сами же книжники» («Тунчжи», 71).
Аргументами против тотального уничтожения классического знания служит также биография Шусунь Туна (упоминается Чжэн Цяо) и Фу Шэна.
По утверждению Керна, акция послужила не уничтожению конфуцианского наследия, но напротив — его утверждению в качестве имперской ортодоксии, сродни учреждению «эрудитов» боши, ответственных за интерпретацию пяти канонов, императором Хань У-ди в 136 году до нашей эры, а также основанию имперской академии последним в 124 году до нашей эры. Керн утверждает вероятность того, что дошедшие до современности варианты Ши и Шу — именно те, которые прошли эту стадию утверждения в Цинь.

## Последующая история
Закон, запрещающий частное использование книг, был аннулирован в 191 году до нашей эры. Систематические усилия по собиранию китайского литературного наследия были предприняты в правление Хань У-ди при помощи Гунсунь Хуна 公孫弘. Описание, сохранившееся в энциклопедии Тайпин юлань (дин. Сун) гласит, что груды книг, прибывших из всех регионов империи, «высились, как горы»
Уничтожение книг 212 году до нашей эры стало первой в ряду библиотечных катастроф, специально отмеченных китайской историографией. Высказывается мнение, что в этом акте проявлялся механизм искусственно создаваемой социальной амнезии. Император был уверен, что идеи, содержавшиеся в книгах, представляют угрозу для его плана о новом общественном порядке – создания «универсального китайского государства»  .